# Mel B
Pour les articles homonymes, voir Brown.
Melanie Brown, également connue sous les pseudonymes de Melanie B et Mel B, est une chanteuse, danseuse, auteur-compositrice-interprète et actrice britannique née le 29 mai 1975 à Leeds (Royaume-Uni). Elle est surtout connue pour être l'une des célèbres Spice Girls ; son surnom dans le groupe est Scary Spice. Entre 1996 et 1998, Spice Girls est considéré comme le plus grand groupe féminin de tous les temps de l'histoire de la musique, avec plus de 86 millions de disques vendus en l'espace de deux opus et 10 singles classés numéros 1 dans le monde,,,.
En 1998, elle se lance dans une carrière solo en sortant le titre I Want You Back, en collaboration avec Missy Elliott, extrait de la bande originale du film Why Do Fools Fall in Love. Il atteint la 1re place aux UK Singles Charts. De par son esthétique futuriste en vert et noir, le vidéoclip de I Want You Back (avec un budget de 2,5 millions de dollars) marque également les esprits,. Ce titre est suivi de son premier album en 2000, intitulé Hot, qui génère les singles Tell Me, Feels So Good ou encore Lullaby, qui se vend à 60 000 exemplaires au Royaume-Uni. En 2005, elle publie son second album L.A. State of Mind, qui, sorti sous un label indépendant, obtient des ventes discrètes,.
En parallèle, elle se lance dans diverses activités telles que : le jeu vidéo Get Fit With Mel B, la présentation de jeux télévisions, devient jury d’une multitude de télé crochets dont The X Factor au Royaume-Uni, X-Factor Australie ou encore The Voice Kids Australie et participe en tant que candidate à la 5e saison de Dancing with the Stars. Elle intègre aussi sa propre télé-réalité intitulée Le monde de Mel B,.
En 2013, après huit ans d’absence dans le domaine musical, elle publie le single For Once In My Life, qui s'érige à la 2de place du classement Billboard Hot Dance Club Songs aux États-Unis.
Elle participe également à plusieurs productions filmiques telles que : Spice World, le film (1997), Injection fatale (2003), The Seat Filler (2004), Clochette et la Créature légendaire (2015), Chocolate City : Vegas Strip (2017), Killing Hasselhoff (2017), Love Should Not Hurt (2021), Blazin' Samurai (2021) et A New Diva's Christmas Carol (2022).

## Carrière

### Début avec le groupe Spice Girls (1994-1998)
Le girl band Spice Girls est fondé en 1994[réf. nécessaire]. Melanie Brown ("Mel B") fait partie du groupe aux côtés des quatre autres membres Victoria Adams, Melanie Chisholm ("Mel C"), Emma Bunton et Geri Halliwell. C'est la chanson Wannabe, sortie en 1996, qui les mène en quelques semaines à la première place des hits parades dans plus d'une trentaine de pays à travers le monde. Elles enchaîneront les succès, feront plusieurs apparitions à la télévision, feront l'objet de plusieurs produits dérivés, feront un film, etc. En février 1998, les Spice Girls enchaînent leur tournée, le Spiceworld Tour, de plus de 100 dates. Plus populaires que jamais et la tournée connaissant un succès phénoménal, il est cependant confirmé le 31 mai 1998 que Geri Halliwell quitte le groupe après une violente altercation entre elle et les autres Spice (dira-t-elle). Le 20 septembre 1998, le jour du dernier concert du Spiceworld Tour au Wembley Stadium de Londres devant plus de 52 000 fans. En décembre de la même année, elles sortent la chanson Goodbye, leur première sans Geri. Elle se hissera en première place au Royaume-Uni.
Les Spice Girls lancent leur troisième album, Forever, en novembre 2000. Bien que les deux nouveaux singles, Holler et Let Love Lead The Way rencontrent un bon succès, les ventes de l'album sont moins positives. L'album se vendra à 4 millions d'exemplaires, résultat beaucoup moins impressionnant que les deux albums enregistrés à cinq.
Au début de 2001, elles confirment une pause d'une durée indéterminée pour permettre aux filles de se consacrer à leur carrière solo chacune de leur côté.

### Carrière solo, cinéma et autres projets (1998-2004)
Le 14 septembre 1998, Mel B sort son premier single solo, I Want You Back, produit et écrit par Missy Elliott et extrait de la bande originale du film Why Do Fools Fall in Love avec Halle Berry et Vivica A. Fox. Il atteint la première place des meilleures ventes en Angleterre. Avec son esthétique futuriste en vert et noir, le vidéoclip devient culte, marque les esprits et est considéré comme l'un des plus beaux de ces trois dernières décennies,.
Sur une suggestion de son premier mari, Jimmy Gulzar, Melanie B enregistre une reprise du hit Word Up! de Cameo (1986) qui est son prochain single. Le morceau est surtout connu pour avoir été produit par Timbaland. La chanson fait partie de la bande-originale du film Austin Powers 2 : L'Espion qui m'a tirée. Il est le single officiel de la bande-son au Royaume-Uni et d'autres pays européens.
Melanie B passe ensuite l'année 1999 à travailler sur son premier album en solo. L'enregistrement de l'album s'échelonna jusqu'en 2000 puisqu'elle donnera naissance à son premier enfant. Le 9 octobre 2000, elle sort son premier album solo Hot, un mois avant la sortie du 3e album des Spice Girls, Forever. Elle est la troisième Spice Girl après Geri Halliwell et Melanie Chisholm à sortir un disque en solo. Il est produit par Rodney Jerkins qui a collaboré entre autres avec Michael Jackson, Whitney Houston, Destiny's Child, Britney Spears et les Spice Girls. Le style peu commercial de l'album explique un succès mitigé par rapport à celui rencontré par les singles. Melanie B ne fera aucune tournée promotionnelle pour soutenir l'album, ce qui fera descendre encore plus les ventes. Après la séparation des Spice Girls, elle décide de se retirer complètement de la musique pour se consacrer à sa famille.

### Second album etDancing With the Stars(2005-2012)
En 2005, quatre ans et demi après Hot, Melanie B revient à la musique en sortant un deuxième album, L.A. State of Mind, qui sort le 27 juin 2005. Dédié à ses fans, elle l'a écrit et enregistré à Los Angeles. Elle sort cet album très pop et mature composé de chansons rythmées pop et de ballades avec une touche de musique black. Melanie B ne fera pas beaucoup d'efforts pour promouvoir cet album[non neutre] qui n'aura donc pas énormément de succès en se classant à la 453e place des charts britanniques et ne s'est pas bien vendu. Today, le 6e single solo de Melanie et le premier extrait de l'album, sort le 13 juin 2005, une chanson pop aux couleurs de l'été très positive. Le single atteint la 41e place des meilleures ventes, ceci étant dû à une absence de promo et une distribution réduite due à son label indépendant Amber Café. Today sera le titre porteur de l'album et aucun autre single ne sortira.
Entre le 24 septembre 2007 et le 27 novembre 2007, elle est en compétition dans la saison 5 du divertissement à succès Dancing with the Stars sur la chaîne américaine ABC. Avec une moyenne de 27,6, elle est la première du classement final alors que le public la classe deuxième le soir de la finale.

### Jury de téléréalités, retour en tant qu'actrice et singleFor Once In My Life(2013-2015)

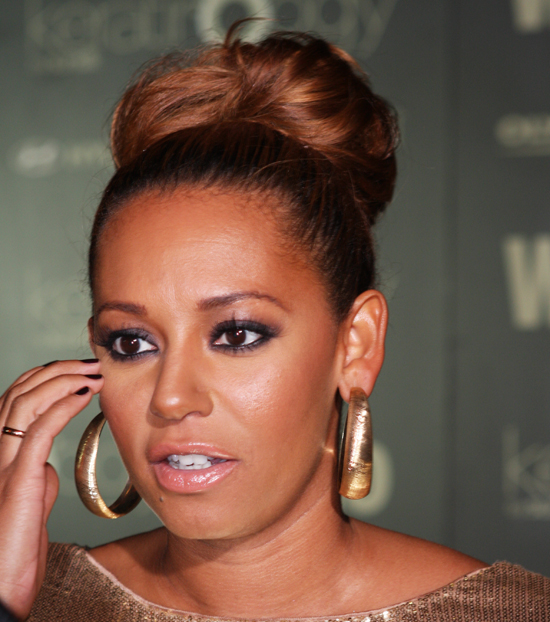
Brown au Civic Hotel, Australie.

Le 12 septembre 2013, Melanie annonce sur son compte Twitter qu'elle est l'invitée du Ellen Show (du 13 septembre 2013) où elle donnera des informations sur son come back dans l'industrie de la musique. Elle informe durant l'émission que son nouveau single s'intitule For Once In My Life et tourne le clip qui sort dès le 16 septembre 2013. La chanson s'érige à la 2de place du classement Billboard Hot Dance Club Songs aux États-Unis.
Dans un même temps, elle fait son retour en tant qu'actrice en apparaissant dans le téléfilm Si Noël m'était conté. En parallèle, elle présente la 8e saison d'American Got Talent, Le Today Show, Miss Univers 2013 et Stepping Out.
En 2014, elle intègre le jury de The X Factor, au côté de Simon Cowell, Cheryl Cole et Louis Walsh. Elle présente également la cérémonie des MOBO Awards, participe en tant que candidate aux jeux Whose Line Is It Anyway? et Le Plus Grand Quiz De L'Année et devient coach pour l'émission The Voice Kids. La même année, elle tourne dans les téléfilms Text Santa 2014 et The Pro.
Le 8 avril 2015, sort Clochette et la Créature légendaire des studios DisneyToon, au cinéma en France, dont elle interprète la voix britannique du personnage de Fury.

### Spice Girls GEM, retour à X-Factor Australie, Broadway, films et bestseller (2016-présent)
En 2016, pour célébrer leur 20 ans, il est annoncé que le groupe Spice Girls se reforme avec trois membres : Geri Halliwell, Melanie Brown et Emma Bunton sous le nouveau nom de Spice Girls GEM. Victoria Beckham et Melanie C, ne doivent pas prendre part à l’aventure pour se consacrer à leurs propres carrières. Un nouveau single, un nouvel album et une tournée sont prévus. Cependant, à la suite de la grossesse de Geri Halliwell, les projets de reformation sont annulés. Dans un même temps, il est annoncé un retour en tant que jury dans la prochaine saison d'X-Factor Australia.
En 2017, elle retourne à Broadway pour interpréter le rôle de Roxie Hart dans la comédie musicale Chicago. Elle revient au cinéma dans Chocolate City : Vegas Strip aux côtés de Vivica A. Fox et Ginuwine, qui est disponible dès le 12 aout 2017 sur Netflix. Dans un même temps, elle participe au film Killing Hasselhoff, ayant comme acteurs David Hasselhoff et Justin Bieber, qui sort le 3 octobre 2017 en DVD en France.
Le 27 novembre 2018, elle publie sa première autobiographie : Brutally Honest, qui devient un best-seller au Royaume-Uni.
En mai 2021, elle apparaît dans le court-métrage musical chorégraphique Love Should Not Hurt de l'artiste Fabio D'Andrea dans laquelle elle joue une femme battue, afin de sensibiliser contre les violences domestiques faites aux femmes.
En 2022, elle obtient un rôle dans le téléfilm de Noël A New Diva's Christmas Carol, aux côtés de Ashanti et de Vivica A. Fox.
En 2023, elle participe en tant que candidate à 5e saison de l'émission Mask Singer.

## Vie privée

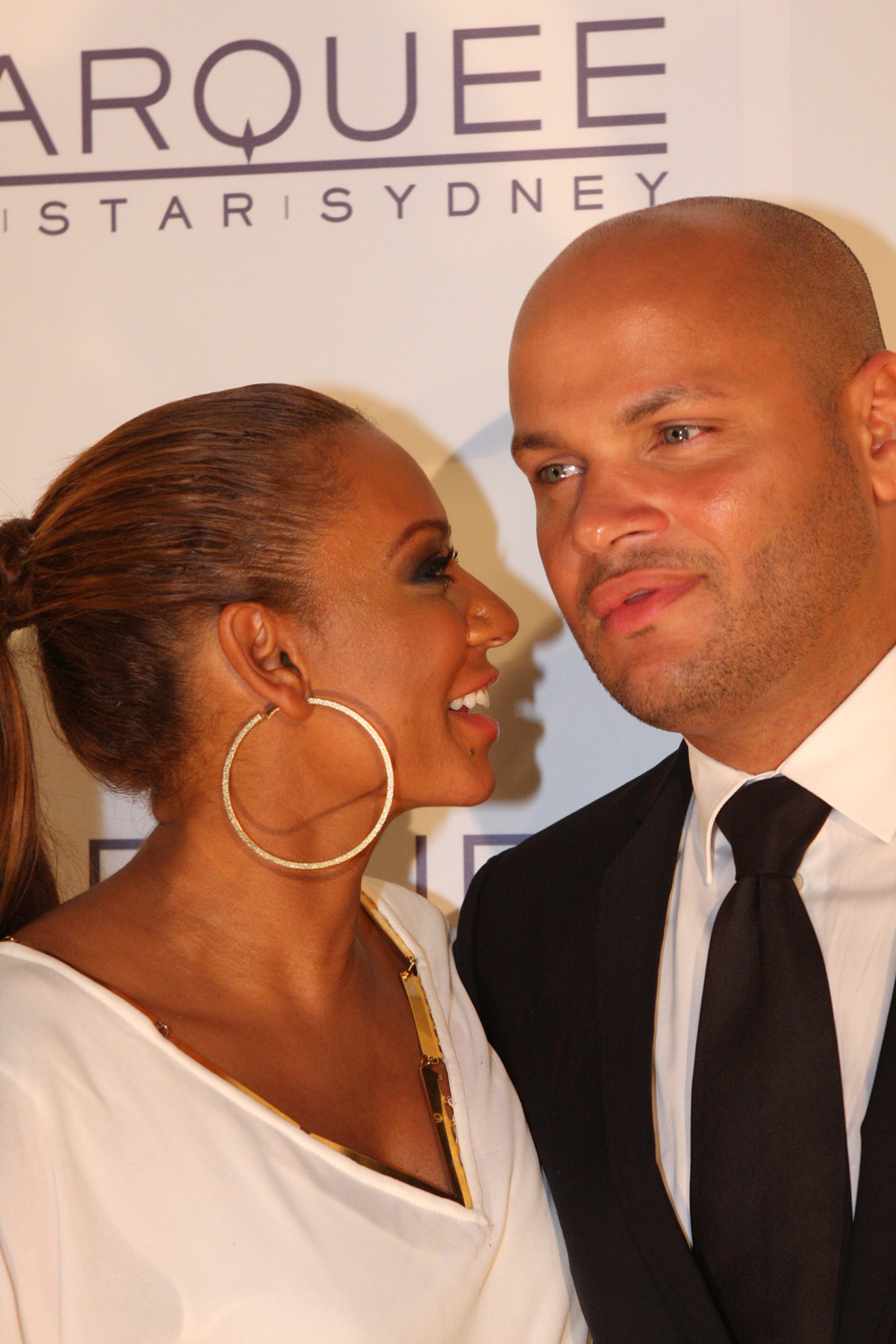
Mel B avec Stephen Belafonte (2012)

Son père Martin Wingrove Brown est né à Saint-Christophe-et-Niévès et sa mère Andrea est anglaise. En 1998, durant la tournée Spiceworld Tour, Melanie Brown a commencé à fréquenter le danseur hollandais, Jimmy Gulzar. Ils se sont mariés le 13 septembre 1998 à Little Marlow, en Angleterre, peu après la découverte de la grossesse de Melanie. Dès lors, Melanie se fait appeler "Mel G". Le 19 février 1999, elle a donné naissance à leur fille, prénommée Phoenix Chi Gulzar, à Westminster. En janvier 2000, le couple divorce. Jimmy Gulzar déclare que les "implants mammaires de Melanie" et "l'adultère" sont les causes de leur divorce. Peu après leur divorce, Melanie a dû verser une pension alimentaire d'une valeur de 2,8 millions de dollars à son ex-mari.
Elle a ensuite fréquenté l'acteur britannique Max Beesley de 2000 à 2002. En 2014, Melanie a déclaré qu'elle a été en couple avec la réalisatrice gréco-américaine Christine Crokos pendant quatre ans à Los Angeles,,.
En 2006, Melanie a brièvement fréquenté l'acteur américain Eddie Murphy. Le 3 avril 2007, lors du 46e anniversaire d'Eddie, Melanie a donné naissance à une fille, prénommée Angel Iris Murphy Brown. En juin 2007, il a été confirmé qu'Eddie est le père biologique d'Angel à la suite d'un test ADN. En août 2007, Eddie a reconnu officiellement être le père d'Angel et a versé à Melanie un soutien financier pour l'enfant et les dépenses de la grossesse. Cependant, lors d'une interview, Melanie a déclaré qu'il ne connaissait pas beaucoup sa fille, mais, en 2010, il a été annoncé qu'il apprenait à mieux la connaître.
Depuis février 2007, Melanie est la compagne du producteur de cinéma américain, Stephen Belafonte. Ils se sont mariés en secret le 6 juin 2007, au bout de seulement quatre mois de relation, à Las Vegas,. Ensemble, ils ont eu une fille, prénommée Madison Brown Belafonte (née le 1er septembre 2011). En mars 2017, elle annonce leur séparation et leur procédure de divorce après dix ans de mariage.

## Discographie

### Albums
| Année | Nom                                  | Classement UK |
| ----- | ------------------------------------ | ------------- |
| 2000  | Hot - 1er album studio               | 28            |
| 2005  | L.A. State of Mind - 2e album studio | 453           |

### Singles
| Année | Nom                                   | Classement UK | Album                      |
| ----- | ------------------------------------- | ------------- | -------------------------- |
| 1998  | I Want You Back (feat. Missy Elliott) | 1             | Hot                        |
| 1999  | Word Up!                              | 14            | Austin Powers 2 Soundtrack |
| 2000  | Tell Me                               | 4             | Hot                        |
| 2001  | Feels So Good                         | 5             | Hot                        |
| 2001  | Lullaby                               | 13            | Hot                        |
| 2005  | Today                                 | 41            | L.A. State Of Mind         |
| 2013  | For Once In My Life                   | 2             | -                          |

## Filmographie

### Cinéma
- 1997 : Spice World, le film : elle-même
- 2003 : Injection fatale (LD 50 Lethal Dose) : Louise
- 2005 : The Seat Filler, de Nick Castle : Sandie
- 2006 : Mensonges Mortels (Telling Lies) : Maggie Thomas
- 2006 : Love Thy Neighbor : Lonnie
- 2015 : Clochette et la Créature légendaire : Fury
- 2017 : Chocolate City : Vegas Strip : Brandy
- 2017 : Killing Hasselhoff : Elle-même
- 2021 : Love Should Not Hurt de Fabio D'Andrea : elle-même (court-métrage chorégraphique)
- Bientôt : Blazing Samurai (en) (animation 3D) : la girafe (doublage)

### Télévision
- 1993 : Coronation Street : Amy Nelson
- 1998 : Creche Landing (téléfilm) (voix)
- 2003 : Bo' Selecta! (série télévisée) : rôles variés
- 2003 : Burn It (série télévisée) : Claire (Series 1)
- 2013 : Si Noël m'était conté (téléfilm) : Cordélia
- 2014 : Text Santa 2014 (téléfilm) : Le garde du corps du père noël
- 2014 : The Pro (téléfilm) : Mel B
- 2022 : A New Diva's Christmas Carol : invitée

## Théâtre
- 2004 : Rent : Mimi Marque
- 2009 : Peepshow : Peep Diva
- 2017 : Chicago : Roxanne "Roxie" Hart
- 2019 : Brutally Honest : elle-même

## Participations

### Télévision
- 2007 : Dancing with the Stars (États-Unis) : finaliste
- 2010 : Le Monde de Mel B (téléréalité)
- 2014 : X-Factor UK : jurée
- 2023 : Mask Singer (France) (Saison 5) : Star internationale, sous le costume du Soleil
- 2024  : Bear Grylls contre les célébrités (France)

### Jeu vidéo
- 2010 : Get Fit With Mel B